# Rio Tornada
Rio Tornada é um rio de Portugal que tem sua foz no Oceano Atlântico em São Martinho do Porto, Salir do Porto, concelho de Caldas da Rainha.